# Lieu d'asile
Lieu d'asile est un court récit de Georges Duhamel composé et édité une première fois par le Mercure de France en 1940 et aussitôt interdit par les autorités allemandes d'Occupation. L'ouvrage, enrichi d'une préface et de quelques nouvelles notations, est définitivement publié en 1944, à nouveau au Mercure de France.

## Contexte d'écriture
En mai 1940, Georges Duhamel resté jusqu'alors à Paris, se rend en Bretagne à la rencontre de ses deux fils étudiants en médecine et médecins militaires auxiliaires. À Rennes, constatant la pénurie croissante de chirurgiens, il propose ses services à la direction de l'hôpital. Son offre immédiatement acceptée l'amène à l'hôpital de Pontchaillou, lieu d'accueil des incurables et siège de l'Institut du Cancer, fondé en 1923, encore dirigé à l'époque, par le professeur Eugène Marquis, à qui il dédiera son ouvrage. Georges Duhamel quitte Rennes fin juillet après avoir soigné, indique-t-il lui-même, près de 600 blessés civils.
Il tire de cette expérience le récit Lieu d'asile, écrit vers la fin de l'été 1940 tout d'abord sous le titre Pierre Cauchois. Le livre est rapidement interdit par les autorités allemandes qui de plus mettent au pilon la quasi-totalité du tirage, inscrivent trois de ses ouvrages dans la Liste Bernhard dès l'été 1940 et finirent par mettre l'ensemble de son œuvre sur la liste Otto en septembre 1940, l'écrivain se voyant de plus interdit de toute publication en 1942. Dans son Journal littéraire, Paul Léautaud note au 25 novembre 1941 : « Le livre de Duhamel : Lieu d’asile ne sera pas mis en vente. D’ordre des autorités allemandes, deux officiers venus samedi au Mercure voir Bernard, tous les exemplaires du tirage sont mis sous scellés au dernier étage de la maison. Ils devaient revenir aujourd’hui à 5 heures vérifier l’inventaire de ce travail. On ne les a pas vus. Le compte exact des exemplaires doit leur être fourni et pas un exemplaire ne doit sortir. » Le paragraphe suivant décrit la visite de Georges Duhamel aux autorités allemandes.
Une plaque de marbre, vraisemblablement apposée en 1953 lors du passage à Rennes de l'écrivain-chirurgien parrain de promotion de l'école d'infirmières, rappelle le service de Georges Duhamel à Pontchaillou. Elle est déposée en 1997 pour cause d'incompatibilité de son texte avec l'amitié franco-allemande.

## Résumé
Georges Duhamel décrit d'abord le cadre et les bâtiments de l'hospice de Pontchaillou auquel il accède par un court pont jeté au-dessus de la voie ferrée qui mène à Saint-Malo. Le docteur Marquis, dont la stature physique et morale l'impressionne, lui assigne  sa tâche : « Vous ferez les opérations au Centre des Tumeurs et vous coucherez vos gens dans les baraquements que voici. » Le chirurgien bénévole constate alors la vétusté des trois baraquements, le manque d'équipement. Il décrit l'empressement de quelques bonnes volontés à les équiper correctement.
Puis Georges Duhamel présente au lecteur une quarantaine d'hommes et de femmes, chacun par un court chapitre. L'humanité souffrante des réfugiés défile devant nous : les amputés, les parturientes, des jeunes et des vieux, des guérisons promises, des morts inévitables. Par des touches discrètes, dans une langue simple, Georges Duhamel raconte enfin le quotidien de cet hôpital de fortune, si bien tenu par les religieuses hospitalières de Saint-Thomas de Villeneuve et des infirmières bénévoles rennaises ou réfugiées.
Pas de conclusion, pas d'apitoiement.